# Мераб Двалішвілі
Мераб Двалішвілі (груз. მერაბ დვალიშვილი ; нар. 10 січня 1991 року (Тбілісі, Грузинська РСР, СРСР) — грузинський і американський боєць змішаних єдиноборств, представник найлегшої вагової категорії. Виступає на професійному рівні з 2014 року, відомий за участю у турнірах бійцівської організації UFC. Рекорд в організації — 9-2. Станом на 12 березня 2023 року займав 3 рядок рейтингу UFC у найлегшій вазі. Чемпіон UFC у найлегшій вазі, завоював титул 15 вересня 2024 року, в бою з Шоном О‘Меллі.

## Біографія
Двалішвілі виріс у грузинській столиці Тбілісі. Там він почав займатися картулі чидаоба (традиційна грузинська боротьба), хридолі (перехідний бій), самбо та дзюдо для самооборони. Мераб переїхав до Сполучених Штатів, коли йому був 21 рік, щоб стати професійним бійцем ММА і почав тренуватися під керівництвом Рея Лонго та Метта Серрі.

## Титули
- ROC — Ring of Combat
  -  Чемпіон у найлегшій вазі[5].

## Статистика у змішаних єдиноборствах
За даними Sherdog :
| Професійна кар'єра бійця |            |           |
| Боїв 23                  | Перемог 19 | Поразок 4 |
| Нокаут                   | 3          | 0         |
| Здача                    | 1          | 1         |
| Рішення суддів           | 15         | 3         |

| Результат | Рекорд | Суперник          | Спосіб                          | Турнір                                   | Дата    | Раунд | Час  | Місце                    | Примітки                                                 |
| --------- | ------ | ----------------- | ------------------------------- | ---------------------------------------- | ------- | ----- | ---- | ------------------------ | -------------------------------------------------------- |
| Перемога  | 16-4   | Петро Ян          | Одностайне рішення              | UFC Fight Night: Ян vs. Двалішвілі       | 11 2023 | 5     | 5:00 | Лас-Вегас,США            |                                                          |
| Перемога  | 15-4   | Жозе Алду         | Одностайне рішення              | UFC 278                                  | 20 2022 | 3     | 5:00 | Солт-Лейк-Сіті, Юта, США |                                                          |
| Перемога  | 14-4   | Марлон Мораїс     | Технічний нокаут (удари)        | UFC 266                                  | 25 2021 | 2     | 4:25 | Лас-Вегас, США           | Виступ вечора                                            |
| Перемога  | 13-4   | Коді Стеменн      | Одностайне рішення              | UFC on ESPN: Реєс vs. Прохазка           | 1 2021  | 3     | 5:00 | Лас-Вегас, США           |                                                          |
| Перемога  | 12-4   | Джон Додсон       | Одностайне рішення              | UFC 252                                  | 15 2020 | 3     | 5:00 | Лас-Вегас, США           |                                                          |
| Перемога  | 11-4   | Густаво Лопес     | Одностайне рішення              | UFC on ESPN: Ай vs. Кальвільо            | 13 2020 | 3     | 5:00 | Лас-Вегас, США           | Проміжна вага 63,5 кг                                    |
| Перемога  | 10-4   | Кейсі Кенні       | Одностайне рішення              | UFC Fight Night: Андерсон vs. Блахович 2 | 15 2020 | 3     | 5:00 | Ріо-Ранчо, США           |                                                          |
| Перемога  | 9-4    | Бред Катона       | Одностайне рішення              | UFC Fight Night: Яквінта vs. Ковбой      | 4 2019  | 3     | 5:00 | Оттава, Канада           |                                                          |
| Перемога  | 8-4    | Терріон Вейр      | Одностайне рішення              | UFC Fight Night: Хант vs. Олійник        | 15 2018 | 3     | 5:00 | Москва, Росія            |                                                          |
| Поразка   | 7-4    | Рікі Симон        | Технічна здача (гільйотина)     | UFC Fight Night: Барбоза vs. Лі          | 21 2018 | 3     | 5:00 | Атлантик-Сіті, США       | Бій вечора                                               |
| Поразка   | 7-3    | Френкі Саєнз      | Роздільне рішення               | UFC Fight Night: Суонсон vs. Ортега      | 9 2017  | 3     | 5:00 | Фресно, США              | Дебют у UFC                                              |
| Перемога  | 7-2    | Рауфйон Стотс     | Нокаут (удар рукою з розвороту) | Ring of Combat 59                        | 2 2017  | 1     | 0:15 | Атлантик-Сіті, США       | Захист титул Ring of Combat у найлегшій вазі             |
| Перемога  | 6-2    | Сухроб Айдарбеков | Здача (важіль ліктя)            | ROC 58 Ring of Combat 58                 | 24 2017 | 2     | 4:14 | Атлантик-Сіті, США       | Завоював вакантний титул Ring of Combat у найлегшій вазі |
| Перемога  | 5-2    | Тоні Гревелі      | Одностайне рішення              | ROC 57 - Ring of Combat 57 мм            | 18 2016 | 3     | 5:00 | Атлантик-Сіті, США       |                                                          |
| Перемога  | 4-2    | Пол Грант         | Одностайне рішення              | ROC 56 Ring of Combat 56                 | 23 2016 | 3     | 4:00 | Атлантик-Сіті, США       | Повернення до найлегшої ваги                             |
| Перемога  | 3-2    | Метт Таллос       | Одностайне рішення              | CES MMA 36 - Andrews vs. Muro            | 10 2016 | 3     | 5:00 | Лінкольн, США            | Дебют у напівлегкій вазі                                 |
| Перемога  | 2-2    | Джоффрі Тен       | Одностайне рішення              | CES MMA 34 - Curtis vs. Burrell          | 1 2016  | 3     | 5:00 | Коннектикут, США         |                                                          |
| Поразка   | 1-2    | Рікі Бандехас     | Одностайне рішення              | CFFC 43 - Webb vs. Good                  | 1 2014  | 3     | 5:00 | Атлантик-Сіті, США       |                                                          |
| Перемога  | 1-1    | Денніс Домброу    | Технічний нокаут (удари)        | ROC 49 Ring of Combat 49                 | 19 2014 | 3     | 0:50 | Атлантик-Сіті, США       |                                                          |
| Поразка   | 0-1    | Даррен Міма       | Рішення більшості суддів        | ROC 47 Ring of Combat 47                 | 24 2014 | 3     | 4:00 | Атлантик-Сіті, США       | Дебют у найлегшій вазі                                   |